# Agglomeration

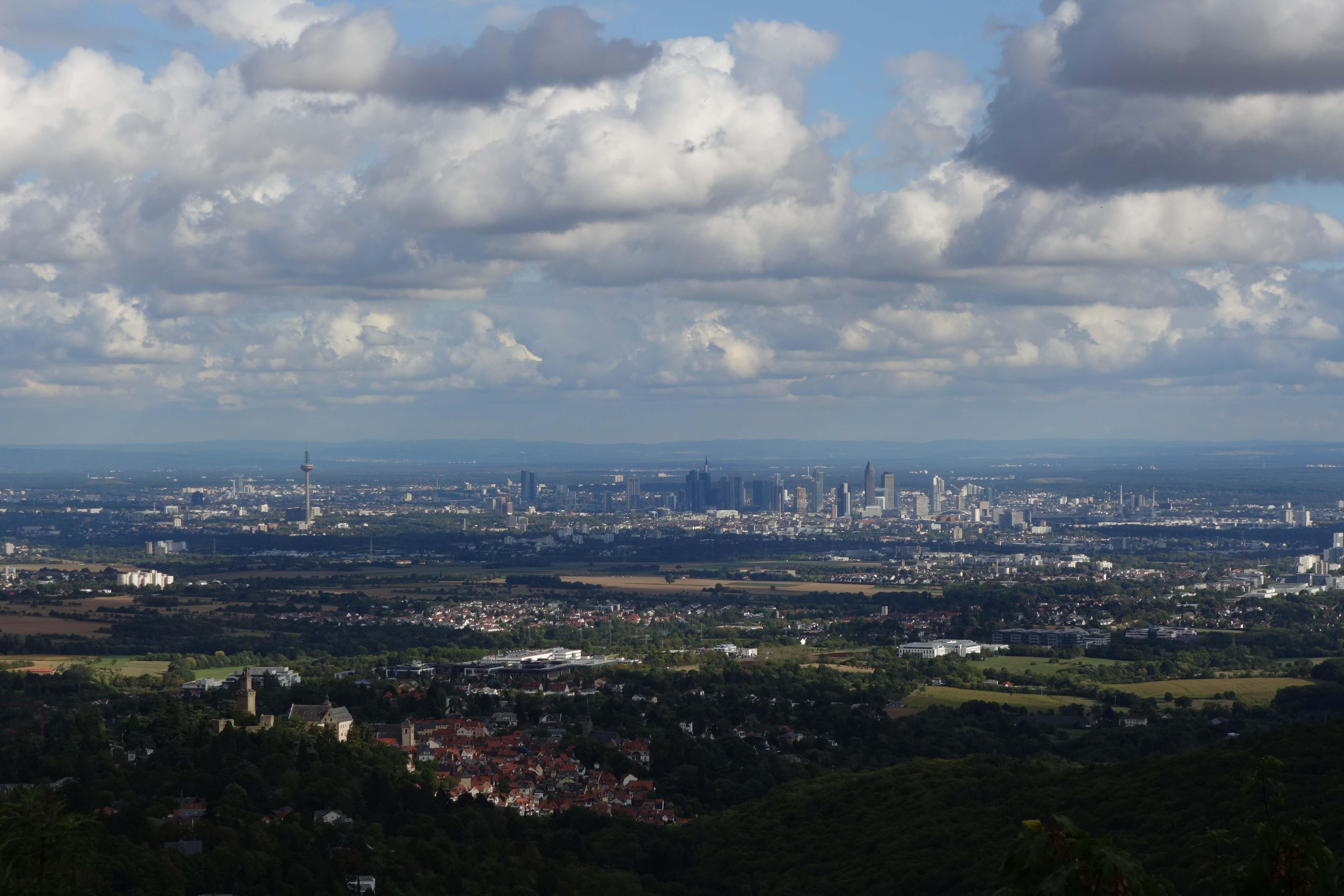
Blick von der Burgruine Falkenstein auf Frankfurt und ein Teil seiner Agglomeration, im Vordergrund links die Burg Kronberg über dem gleichnamigen Ort

Eine Agglomeration – von lateinisch agglomerare ‚fest anschließen‘ (synonym auch: englisch urban area sowie weitgehend synonym im Deutschen: Ballungsraum, Ballungsgebiet, Stadtregion oder Verdichtungsraum) – bezeichnet eine aus mehreren, wechselseitig verflochtenen Gemeinden bestehende Konzentration von Siedlungen, die sich gegenüber ihrer Umgebung durch eine höhere Bevölkerungsdichte und einen höheren Anteil an Siedlungsflächen auszeichnet.
Im Regelfall gruppiert sich eine Agglomeration um eine oder mehrere Kernstädte, die von einem engeren, dicht bebauten suburbanen Vorortgürtel sowie einem geographisch weitläufigeren, teilweise ländlich geprägten Einzugsgebiet umgeben sind. Bedeutende Großstädte und ihr weitläufiges Einzugsgebiet bilden Metropolregionen, deren Fläche meist größer ist als die der sich in ihr befindenden Agglomeration. Ein Beispiel ist das Gebiet Hovedstadsområdet um die dänische Hauptstadt und die sie umschließende Öresundregion, der Region in und um die Städte Kopenhagen und Malmö. Für Ballungszentren mit regionalem Schwerpunkt außerhalb von Metropolen wird auch der Begriff Regiopole verwendet, deren Umland heißt Regiopolregion.
Je nachdem, ob in einer Agglomeration ein oder mehrere Oberzentren existieren, wird zwischen monozentrischen und polyzentrischen Agglomerationen unterschieden.
Die Tendenz zur regionalen Streuung der Siedlung im Umland von Agglomerationen wird als Deglomeration oder Suburbanisierung bezeichnet, die Auflösung von Agglomerationen heißt Deagglomeration.

## Definitionen

### Überschneidungen
Andere häufig verwendete Bezeichnungen für solch ein Gebiet sind wie erwähnt z. B. Stadtregion, Ballungsraum und -gebiet. Zwar bezeichnen diese Ausdrücke im Wesentlichen das Gleiche, doch gibt es je nach Auslegung kleine Bedeutungsnuancen. So beinhaltet die Stadtregion im Gegensatz zu den weiter gefassten Begriffen Großregion, Metropolregion oder Wirtschaftsregion nicht deren ländlich geprägte periphere Teilräume, sondern nur die unmittelbare, dicht bebaute Umgebung der Kernstadt. Aber auch Siedlungen, die nicht direkt an die Kernstadt angrenzen, können zur Stadtregion gezählt werden, wenn der Großteil der Einwohner in der Kernstadt arbeitet.
Nach welchen Kriterien Zahlen für sämtliche dieser Begriffe berechnet werden, hängt aber letztendlich von der jeweils verwendeten Abgrenzungsmethodik ab. Für diese Vorgehensweisen besteht keine belastbare Normierung, weshalb die Zahlenangaben für verschiedene Regionen nur bedingt vergleichbar sind.

### Agglomeration

#### Vereinte Nationen

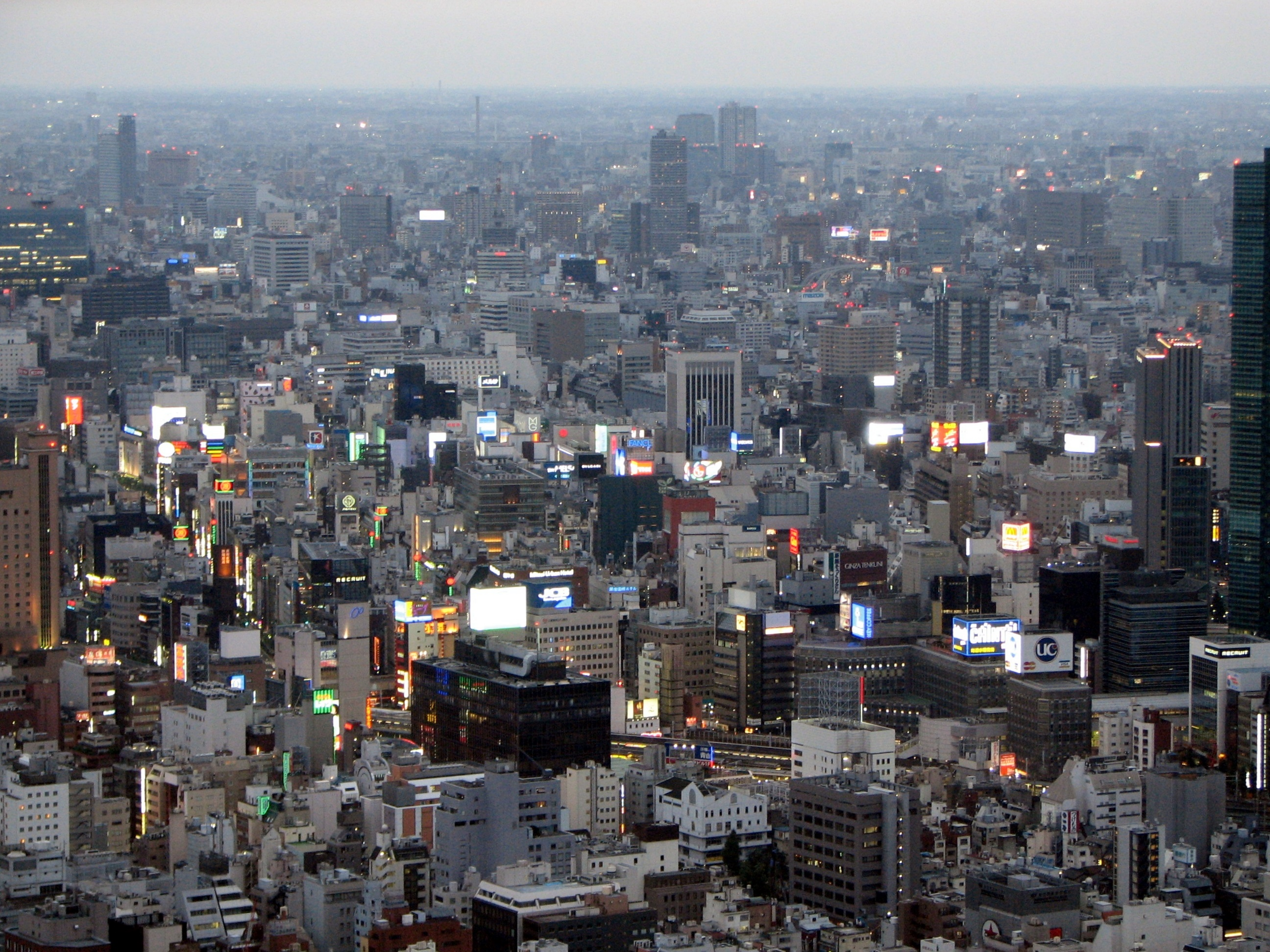
Tokio

Eine Agglomeration ist nach Definition der Vereinten Nationen (UNO) von 1998 eine Kernstadt samt ihrem suburbanen Umland oder dem zumindest dicht besiedelten Umlandgebiet, das außerhalb der Stadtgrenzen liegt, aber direkt an sie angrenzt. Eine solche Agglomeration besteht aus einer oder mehreren Städten und ihren Vorstadtgemeinden, die den Agglomerationsgürtel (auch als „Speckgürtel“ bezeichnet) bilden. Agglomeration bezeichnet also eine Stadt im rein siedlerischen Sinne (de facto), ohne Berücksichtigung von administrativen Grenzen (de jure).

#### Europäische Union
In Gesetzestexten und anderen Veröffentlichungen der Europäischen Union fand in deutschsprachigen Übersetzungen der Begriff Ballungsraum Eingang, während in englischsprachigen Texten Agglomeration verwendet wird. In der Richtlinie 2008/50/EG über Luftqualität und saubere Luft für Europa wird Agglomeration wie Ballungsraum gleichermaßen definiert:

“Agglomeration shall mean a zone that is a conurbation with a population in excess of 250.000 inhabitants or, where the population is 250.000 inhabitants or less, with a given population density per km² to be established by the Member States.”

„Ballungsraum ist ein städtisches Gebiet mit einer Bevölkerung von mehr als 250.000 Einwohnern oder, falls 250.000 oder weniger Einwohner in dem Gebiet wohnen, mit einer Bevölkerungsdichte pro km², die von den Mitgliedsstaaten festzulegen ist.“

#### Deutschland
In Deutschland ist der Begriff Agglomeration kaum normiert, wird aber in verschiedenen Kontexten verwendet. In Bezug auf die Einwohnerzahl von Städten wird in Deutschland in der Regel die Bewohnerzahl innerhalb der Stadtgrenzen angegeben, Zahlenangaben von Agglomerationen oder Stadtregionen sind weniger verbreitet. Aus raumplanerischer Sicht existieren jedoch zwei bedeutende raumstrukturelle Klassifizierungssysteme:
1. Die siedlungsstrukturellen Regions-, Kreis- und Gemeindetypen des Bundesamts für Bauwesen und Raumordnung (BBR)[4] sowie
2. die BIK-Regionen (früher BIK-Stadtregionen) der BIK Aschpurwis + Behrens GmbH.[5]

Beide Klassifizierungen stellen eine Weiterentwicklung der in den 1950er Jahren von Olaf Boustedt entwickelten 70 Stadtregionen dar. Boustedt ging davon aus, dass die Städte über ihre administrativen Grenzen hinauswachsen, während gleichzeitig die umliegenden Gemeinden der Stadt ähnliche Charakteristika annehmen und so eine zusammenhängende Agglomeration bilden. Sowohl die BBR-Klassifizierung als auch die BIK-Regionen beruhen auf den Pendlerverflechtungsdaten für sozialversicherungspflichtige Beschäftigte der Bundesagentur für Arbeit. Sie unterscheiden sich hinsichtlich der zugrundeliegenden Gliederungsebene. Während die Typisierungen des BBR auf den Gemeindeverbänden aufbaut, beruhen die BIK-Regionen auf der kleinsten administrativen Gliederungsebene, den Gemeinden.
Der Begriff Verdichtungsraum wurde von der Ministerkonferenz für Raumordnung Anfang der 1990er Jahre eingeführt. Zu den Verdichtungsräumen gehören Gemeinden, deren Fläche im Vergleich zum Bundeswert überdurchschnittlich als Siedlungs- und Verkehrsfläche genutzt wird und die gleichzeitig eine über dem Bundeswert liegende Siedlungsdichte aufweisen.

#### Schweiz
In der Schweiz ist der Begriff „Agglomeration“ vom Bundesamt für Statistik festgelegt. Grundlage ist die Erarbeitung einer räumlichen Gliederung der Schweiz, die institutionelle Gliederungen, Analyseregionen, räumliche und regionalpolitische Typologien unterscheidet. Der Begriff Agglomeration wurde 2012 letztmals definiert, eine frühere Definition stammt aus dem Jahr 2000. Die Definition von Agglomerationen 2012 ist ein mehrstufiges Verfahren: Dichten von Einwohnern, Beschäftigten und Logiernächten werden untersucht, um potentielle Agglomerationskerne zu identifizieren. Danach werden Agglomerationsgürtel gesucht, wobei die auf Kerne ausgerichteten Pendlerintensitäten bestimmend sind. Kernbereich und Gürtel müssen zusammen eine gewisse Grösse aufweisen, um als Agglomeration zu gelten. Nach diesen Kriterien (Stand 1. Januar 2016) gelten 430 Gemeinden als Agglomerationskerngemeinden, 662 als -gürtelgemeinden und 1202 Gemeinden gehören zu keiner Agglomeration. Diese bilden insgesamt 49 Agglomerationen und 28 Kerne ausserhalb von Agglomerationen.

### Functional Urban Area
Das Statistische Amt der Europäischen Union verwendet den Begriff Functional Urban Area (FUA), bis 2014 auch Larger Urban Zone (LUZ), um das funktional abgegrenzte städtische Gebiet im Umkreis einer Kernstadt zu bezeichnen. So wird bei Brüssel unterschieden zwischen der City (in englischem Sinn, also nicht etwa die Stadtgemeinde Brüssel, sondern die Hauptstadtregion Brüssel) mit 1,2 Mio. Einwohnern und der Functional Urban Area mit 2,6 Mio. Einwohnern. Derzeit sind nach einem harmonisierten Verfahren 323 Stadtregionen in der Europäischen Union sowie 47 Städte in Norwegen, der Schweiz, der Türkei und in Kroatien definiert, für die seit 2003/2004 im Rahmen des Urban Audit statistische Daten und Indikatoren für Lebensqualität erhoben und veröffentlicht werden.

### Ballungsraum
Ballungsraum ist ein (städtisches) Gebiet mit hoher Bevölkerungsdichte. Sprachlich präziser, weil international vereinheitlicht, ist der ansonsten weitgehend synonyme Begriff der Agglomeration.
In der europäischen Umgebungslärmrichtlinie 2002/49/EG ist als Ballungsraum ein zusammenhängendes Siedlungsgebiet definiert. Diese Begriffsbestimmung wurde bei der Umsetzung der Richtlinie in deutsches Recht durch § 47b Bundes-Immissionsschutzgesetz übernommen. Eine unmittelbare Rechtsfolge ergibt sich nur für die Lärmkartierung bzw. die Informationspflicht der Behörden. Weitergehende Rechtsansprüche sind – jedenfalls nach deutschem Recht – daraus bisher nicht abzuleiten.
Bei den europäischen Richtlinien zum Luftreinhalteplan findet sich dieselbe Größenordnung. Demnach soll in allen Städten bzw. städtischen Ballungsräumen die Luftqualität mit Messungen erfasst werden.
Als Ballungsraum gelten dementsprechend geschlossene Siedlungsräume,
- in denen mindestens 250.000 Menschen leben (in Deutschland mindestens 100.000)
- in denen die Bevölkerungsdichte bezogen auf die gesamte Fläche mehr als 1000 Menschen pro Quadratkilometer beträgt
- und sich auf mehr als 100 km² Gesamtfläche verteilt (siehe Anhang V und IX der Richtlinie 2008/50/EG über Luftqualität und saubere Luft für Europa).

Nach § 47 Abs. 1 i. V. m. §§ 27 bis 29 39. BImSchV sind Maßnahmen zur Luftreinhaltung vorgeschrieben und von Bürgern sowie Verbänden auch einklagbar.
Ballungsräume werden i. d. R. nicht primär durch die jeweiligen politischen oder verwaltungsmäßigen Grenzen begrenzt, sondern durch Bevölkerungs-Dichtewerte des bestimmten Siedlungsgebietes.
Nach dem 2008 veröffentlichten Modell der „Anthrome“ der beiden amerikanischen Geographen Erle C. Ellis und Navin Ramankutty leben etwa 30 % aller Menschen auf der Erde in städtischen Ballungsräumen (Urban Areas). Während sich in der Vergangenheit Ballungsräume vorwiegend um Häfen, Lagereinrichtungen, Industrie und Verkehrsknotenpunkte gebildet haben, bewirkt eine starke Veränderung der wirtschaftlichen Wertschöpfung zur Ballungsformung um Forschungseinrichtungen und die damit verbundenen wirtschaftlichen Netzwerke.

## Beschreibung
Die Agglomerationen sind als Konzentrationen von Wohn- und Arbeitsfunktionen Motoren der wirtschaftlichen Entwicklung und Schauplätze des kulturellen Lebens und somit für das ganze Land von Bedeutung. Als Raumkategorie bilden Agglomerations- oder Verdichtungsräume den Raumtyp mit der höchsten Nutzungsdichte und bilden den Gegenpol zu den dünn besiedelten ländlichen Räumen. Die sich teilweise durch den ländlichen Raum erstreckenden Verbindungsachsen zwischen den Agglomerationen nennt man Korridore.

## Verhältnisse innerhalb einer Agglomeration
Agglomerationen sind in den seltensten Fällen in einer politischen Verwaltungseinheit zusammengefasst. Im Regelfall herrscht zwischen Kernstadt und politisch eigenständigen Vororten ein starker politischer Gegensatz, der in manchen Fällen durch traditionelle Rivalitäten, fast immer aber durch die sozialen, fiskalischen und siedlungsstrukturellen Auswirkungen der Suburbanisierung verstärkt wird.
Durch die anhaltende intraregionale Bedeutungs- und Bevölkerungsverschiebung zugunsten des Umlands, die Akkumulation sozial Benachteiligter in den Kernstädten, die Bereitstellung bzw. Finanzierung stadtregional bedeutsamer Infrastruktur (z. B. Verkehrsnetze, Kultur- und Freizeiteinrichtungen) durch die Kernstädte ohne finanzielle Beteiligung der davon profitierenden Vororte sowie den ruinösen Wettbewerb um die Ansiedlung von Unternehmen (Gewerbesteuer-Dumping) geraten die Kernstädte in immer größere Schwierigkeiten. Die finanzielle und funktionale Auszehrung kann eine Kernstadt so weit schwächen, dass sie zur Erfüllung ihrer gesamtregionalen Zentralfunktionen nicht mehr in der Lage ist, was letztlich der gesamten Stadtregion einschließlich der Vororte schadet.
Zur Schaffung eines gerechten Interessenausgleichs innerhalb der Stadtregion und zur Koordination der Stadtregion im überregionalen Wettbewerb gibt es in zahlreichen Stadtregionen Institutionen zur interkommunalen Kooperation:
Freiwillige Kooperationen
- Gemeinschaftliche Kooperationen privaten Rechts (GmbH u. a.)
- Regionalkonferenzen, Regionalforen u. a.

Verbandsmodelle
- Zweckverbände zur Lösung von Einzelaufgaben (z. B. Abfallwirtschaft, Wasserversorgung, öffentlicher Personennahverkehr).
- Planungsverbände zur gemeinsamen Flächennutzungsplanung, Regionalplanung oder Verkehrsplanung.
- Stadt-Umland-Verbände, in denen mehrere solcher Aufgaben gebündelt werden, wodurch eine bessere Möglichkeit zur Kompromissfindung entsteht.

Gebietskörperschaftliche Modelle
- z. B. Regionalkreise (BRD), Stadtprovinzen (Niederlande)
- Regionalstädte

## Agglomerationen in einzelnen europäischen Ländern

### Deutschland
Da Städte in Deutschland in den Landesplanungen einheitlich in Ober- und Mittelzentren unterschieden werden, lassen sich Agglomerationen in Deutschland in poly- und monozentrale Räume einteilen.
Viele der Agglomerationen in Deutschland sind Teil einer umfassenderen Europäischen Metropolregion. Durch den häufigen Zusammenschluss von Agglomerationen befinden sich in Deutschland kaum monozentrale Metropolregionen, wogegen es bei Agglomerationen eher die Regel ist, dass sie sich nur um ein Oberzentrum bildeten. Diesen formalen Festlegungen stehen in der geographischen Realität allerdings große Subzentren innerhalb der Stadtgebiete großer Städte gegenüber, die teilweise die funktionale Bedeutung von Oberzentren erreichen (darunter Berlin-Spandau, Frankfurt-Höchst, Hamburg-Harburg oder München-Pasing).
Es gibt auch grenzübergreifende Ballungsräume auf deutschem Gebiet, die ihr Zentrum in einer Stadt außerhalb Deutschlands haben, wie etwa Stettin und Basel (TEB). Eine besondere Form der grenzübergreifenden Kooperation in Ballungsräumen sind die Eurodistrikte, wozu unter anderem Strasbourg-Ortenau, PAMINA, Saar-Moselle und die Region Freiburg/Südelsass gehören.
Die 20 einwohnerstärksten Agglomerationen/Verdichtungsräume in Deutschland sind in der nachfolgenden Tabelle aufgeführt:
| Rang | Agglomeration                       | liegt in der Metropolregion               | Einwohner         | Einwohner | Oberzentren                                                                            | Wichtigste Mittelzentren |
| Rang | Agglomeration                       | liegt in der Metropolregion               | der Agglomeration | pro km²   | Oberzentren                                                                            | Wichtigste Mittelzentren |
| ---- | ----------------------------------- | ----------------------------------------- | ----------------- | --------- | -------------------------------------------------------------------------------------- | --- |
| 01   | Ruhrgebiet                          | Rhein-Ruhr                                | 5.593.000         | 2.919     | Bochum, Dortmund, Duisburg, Essen, Hagen                                               | Bottrop, Gelsenkirchen, Hamm, Herne, Moers, Mülheim an der Ruhr, Oberhausen, Recklinghausen                                                                        |
| 02   | Köln-Düsseldorf                     | Rheinland                                 | 4.903.700         | 3.337     | Köln, Düsseldorf, Bonn, Wuppertal                                                      | Bergheim, Bergisch Gladbach, Leverkusen, Neuss, Ratingen, Troisdorf, Remscheid, Solingen                                                                           |
| 03   | Berlin                              | Berlin/Brandenburg                        | 4.679.500         | 3.936     | Berlin, Potsdam                                                                        | Bernau bei Berlin, Falkensee, Königs Wusterhausen, Oranienburg, Strausberg, Teltow                                                                                 |
| 04   | Frankfurt a. M.-Wiesbaden-Darmstadt | Frankfurt/Rhein-Main                      | 3.210.500         | 4.053     | Frankfurt am Main, Mainz-Wiesbaden, Darmstadt, Offenbach am Main, Hanau, Aschaffenburg | Rüsselsheim am Main, Bad Homburg vor der Höhe |
| 05   | Hamburg                             | Hamburg                                   | 2.842.100         | 2.955     | Hamburg                                                                                | Elmshorn, Norderstedt, Pinneberg, Wedel |
| 06   | Stuttgart                           | Stuttgart                                 | 2.351.400         | 3.789     | Stuttgart                                                                              | Böblingen/Sindelfingen, Esslingen am Neckar, Ludwigsburg/Kornwestheim, Waiblingen/Fellbach                                                                         |
| 07   | München                             | München                                   | 2.230.600         | 4.858     | München                                                                                | Freising, Erding, Dachau, Germering, Gilching, Fürstenfeldbruck |
| 08   | Mannheim-Ludwigshafen-Heidelberg    | Rhein-Neckar                              | 1.554.100         | 3.389     | Mannheim, Heidelberg, Ludwigshafen am Rhein                                            | Worms, Neustadt an der Weinstraße, Speyer, Frankenthal, Weinheim                                                                                                   |
| 09   | Nürnberg                            | Nürnberg                                  | 1.180.500         | 3.154     | Nürnberg, Erlangen, Fürth                                                              | Schwabach, Forchheim, Lauf an der Pegnitz, Zirndorf, Roth, Herzogenaurach, Oberasbach, Altdorf bei Nürnberg, Eckental, Stein bei Nürnberg, Hilpoltstein, Hersbruck |
| 10   | Hannover                            | Hannover-Braunschweig-Göttingen-Wolfsburg | 1.129.600         | 3.037     | Hannover, Hildesheim                                                                   | Garbsen, Langenhagen, Neustadt, Lehrte, Wunstorf |
| 11   | Bremen                              | Nordwest                                  | 0.985.200         | 2.013     | Bremen                                                                                 | Delmenhorst, Syke, Achim, Stuhr |
| 12   | Bielefeld-Herford                   | keine                                     | 0.932.500         | 1.826     | Bielefeld                                                                              | Gütersloh, Herford |
| 13   | Dresden                             | keine                                     | 0.827.800         | 2.535     | Dresden                                                                                | Freital, Pirna, Radebeul, Meißen, Heidenau, Coswig_(Sachsen) |
| 14   | Saarbrücken                         | keine                                     | 0.817.100         | 1.789     | Saarbrücken                                                                            | Homburg, Neunkirchen, Saarlouis, St. Ingbert, Völklingen |
| 15   | Leipzig                             | Mitteldeutschland                         | 0.750.600         | 3.050     | Leipzig                                                                                | Markkleeberg, Markranstädt, Schkeuditz, Taucha |
| 16   | Chemnitz-Zwickau                    | Mitteldeutschland                         | 0.616.300         | k. A.     | Chemnitz, Zwickau                                                                      | Limbach-Oberfrohna, Glauchau, Werdau, Crimmitschau |
| 17   | Aachen                              | keine                                     | 0.573.200         | 2.884     | Aachen                                                                                 | Alsdorf, Eschweiler, Herzogenrath, Stolberg (Rheinland), Würselen, Übach-Palenberg                                                                                 |
| 18   | Augsburg                            | München                                   | 0.515.500         | 3.198     | Augsburg                                                                               | Friedberg, Königsbrunn, Neusäß, Gersthofen |
| 19   | Karlsruhe                           | Oberrhein                                 | 0.506.600         | 3.509     | Karlsruhe                                                                              | Bruchsal, Ettlingen, Rastatt, Wörth am Rhein |
| 20   | Mönchengladbach                     | Rhein-Ruhr                                | 0.501.000         | 2.308     | Mönchengladbach                                                                        | Viersen |

Bezugsdaten: 31. Dezember 2021 (Schätzung)

### Österreich

#### Stadtregionen (1971–2001)
Die Statistik Austria hat 34 statistische Stadtregionen definiert, die auf einer Kernzone der Stadt (als Zentralort) und ihrer Umgebungsgemeinden sowie einer Außenzone beruhten, diese wurden alle zehn Jahre neu abgegrenzt.
Sie umfassten zusammen 5,567 Millionen Einwohner (Stichtag 1. Januar 2001), das waren etwa 64 % der Gesamtbevölkerung Österreichs. Drei Viertel davon (3,81 Millionen) entfielen auf die Kernzonen, etwa 1,35 Millionen auf die Außenzonen.
Nach der Bevölkerungszahl der Stadtregion ließen sich vier Größenklassen unterscheiden:
- Stadtregion Wien, mit Satellitenstädten Baden, Bad Vöslau, Klosterneuburg, Korneuburg, Stockerau
- 6 weitere Großstadtregionen mit mehr als 100.000 Einwohnern in der Kernzone
- 9 Mittelstadtregionen mit 40.000 bis 100.000 Einwohnern in der Kernzone
- 18 Kleinstadtregionen mit weniger als 40.000 Einwohnern in der Kernzone

Die letzte Abgrenzung wurde 2001 vorgenommen.

##### Gliederung nach Eurostat
Eurostat gliedert Österreich in fünf Großstadt-Metropolenregionen, wobei Wien die größte und Innsbruck die kleinste ist.
| Code  | Stadtregion          | Fläche in ha (1.1.2012) | Einwohner (1.1.2012) | Einwohner (Definition Eurostat) (2014) |
| ----- | -------------------- | ----------------------- | -------------------- | -------------------------------------- |
| SR010 | Wien                 | 497.523,76              | 2.376.143            | 2.680.667                              |
| SR020 | Graz                 | 150.388,37              | 0.465.296            | 0.605.143                              |
| SR030 | Linz                 | 158.091,28              | 0.449.896            | 0.765.589                              |
| SR040 | Salzburg             | 122.739,58              | 0.327.349            | 0.350.159                              |
| SR050 | Innsbruck            | 144.494,08              | 0.264.179            | 0.294.209                              |
| SR060 | Bregenz              | 042.709,93              | 0.168.959            |                                        |
| SR070 | Klagenfurt           | 078.697,16              | 0.150.261            |                                        |
| SR080 | Feldkirch            | 028.573,13              | 0.111.866            |                                        |
| SR090 | Wels                 | 044.941,10              | 0.124.482            |                                        |
| SR100 | Leoben               | 110.625,92              | 0.104.501            |                                        |
| SR110 | Villach              | 070.312,12              | 0.098.794            |                                        |
| SR120 | Wiener Neustadt      | 033.999,95              | 0.081.296            |                                        |
| SR130 | Steyr                | 036.493,47              | 0.074.936            |                                        |
| SR140 | Knittelfeld          | 088.779,75              | 0.061.931            |                                        |
| SR150 | St. Pölten           | 055.918,72              | 0.089.051            |                                        |
| SR160 | Vöcklabruck          | 034.253,68              | 0.063.217            |                                        |
| SR170 | Gmunden              | 029.042,62              | 0.048.080            |                                        |
| SR180 | Voitsberg            | 025.140,38              | 0.031.826            |                                        |
| SR190 | Krems an der Donau   | 033.483,78              | 0.046.772            |                                        |
| SR200 | Wolfsberg            | 056.152,14              | 0.039.010            |                                        |
| SR210 | Bludenz              | 024.323,11              | 0.033.120            |                                        |
| SR220 | Amstetten            | 032.905,45              | 0.046.972            |                                        |
| SR230 | Lienz                | 037.250,06              | 0.026.111            |                                        |
| SR240 | Spittal an der Drau  | 045.989,37              | 0.036.360            |                                        |
| SR250 | Wörgl                | 010.722,38              | 0.027.012            |                                        |
| SR260 | St. Johann im Pongau | 012.767,31              | 0.021.092            |                                        |
| SR270 | Schwaz               | 025.409,13              | 0.021.359            |                                        |
| SR280 | Ternitz              | 008.142,53              | 0.018.796            |                                        |
| SR290 | Leibnitz             | 010.207,37              | 0.025.041            |                                        |
| SR300 | Ried im Innkreis     | 018.258,15              | 0.029.094            |                                        |
| SR310 | Weiz                 | 015.950,93              | 0.023.799            |                                        |
| SR320 | Braunau am Inn       | 016.238,13              | 0.025.391            |                                        |
| SR330 | Kufstein             | 016.666,24              | 0.022.719            |                                        |
| SR340 | Eisenstadt           | 025.024,58              | 0.032.542            |                                        |

#### Urban-Rural-Typologie
Die Urban-Rural-Typologie wurde von Statistik Austria für statistische Zwecke entwickelt und für den Stichtag 31. Oktober 2013 erstmals abgegrenzt; diese Typologie integriert die Abgrenzung der Stadtregionen (urbanen Zentren).
| Typ | Bezeichnung                                        | Einwohner (1.1.2020) |
| --- | -------------------------------------------------- | -------------------- |
| 101 | Urbane Großzentren                                 | 3.668.047            |
| 102 | Urbane Mittelzentren                               | 0.491.481            |
| 103 | Urbane Kleinzentren                                | 0.553.352            |
| 210 | Regionale Zentren, zentral                         | 0.244.517            |
| 220 | Regionale Zentren, intermediär                     | 0.234.160            |
| 310 | Ländlicher Raum im Umland von Zentren, zentral     | 1.217.792            |
| 320 | Ländlicher Raum im Umland von Zentren, intermediär | 0.063.239            |
| 330 | Ländlicher Raum im Umland von Zentren, peripher    | 0.050.181            |
| 410 | Ländlicher Raum, zentral                           | 1.334.009            |
| 420 | Ländlicher Raum, intermediär                       | 0.490.983            |
| 430 | Ländlicher Raum, peripher                          | 0.553.303            |
|     | Österreich                                         | 8.901.064            |

### Schweiz
Seit 1930 werden alle zehn Jahre die städtischen Agglomerationen anhand der Ergebnisse der Volkszählungen statistisch neu abgegrenzt. Seit 1980 werden bei grenzüberschreitenden Agglomerationen auch die im Ausland liegenden Gemeinden berücksichtigt, was insbesondere bei Basel, Genf und Lugano von Bedeutung ist.
Insgesamt beschreibt das Bundesamt für Statistik 52 Agglomerationen in der Schweiz. In diesen konzentrieren sich die Bevölkerung und die Wirtschaftsleistung der Schweiz – rund 74 % der Einwohner des Landes leben in diesen Räumen. Die Agglomerationsgemeinden überdecken mehr als 20 % der Landesfläche.
Das Bundesamt für Statistik definiert fünf Metropolregionen mit zugehörigen Agglomerationen.
Die nachfolgende Tabelle zeigt die zehn größten Agglomerationen (2021 / mit Stern (*) diejenigen Agglomerationen, zu denen auch ausländische Gebiete zählen – hier nicht mitgezählt):
| Rang                                 | Stadtregion                          | Einwohner (31.12.2021) |
| ------------------------------------ | ------------------------------------ | ---------------------- |
| 01.                                  | Zürich                               | 1'424'666              |
| 02.                                  | Genf*                                | 0'610'737              |
| 03.                                  | Basel*                               | 0'557'169              |
| 04.                                  | Lausanne                             | 0'438'438              |
| 05.                                  | Bern                                 | 0'424'734              |
| 06.                                  | Luzern                               | 0'237'392              |
| 07.                                  | St. Gallen                           | 0'168'493              |
| 08.                                  | Lugano*                              | 0'150'796              |
| 09.                                  | Winterthur                           | 0'147'482              |
| 10.                                  | Zug                                  | 0'135'434              |
| 11.                                  | Baden-Brugg                          | 0'115'115              |
| 12.                                  | Freiburg                             | 0'111'216              |
| 13.                                  | Biel                                 | 0'108'860              |
| 14.                                  | Olten-Zofingen                       | 0'104'994              |
| 15.                                  | Sion                                 | 0'089'955              |
| Gesamt in den fünfzehn Stadtregionen | Gesamt in den fünfzehn Stadtregionen | ca. 4,8 Mio.           |

Entwicklung der Einwohner in Agglomerationen der Schweiz (2010–2014 / Quelle: Bundesamt für Statistik (BFS)):
| |                        |         |         |         |         |         |
| Räumliche Verteilung: Agglomerationen, Stadt und Land Ständige Wohnbevölkerung im städtischen und ländlichen Raum – 2010–2014 am Jahresende, in Tausend |                        |         |         |         |         |         |
| |                        | 2010    | 2011    | 2012    | 2013    | 2014    |
| |                        |         |         |         |         |         |
| Total | Total                  | 7'870.1 | 7'954.7 | 8'039.1 | 8'139.6 | 8'237.7 |
| |                        |         |         |         |         |         |
| Städtische Gebiete1) | Städtische Gebiete1)   | 6'636.9 | 6'711.9 | 6'785.6 | 6'873.6 | 6'959.1 |
| Ländliche Gebiete1) | Ländliche Gebiete1)    | 1'233.3 | 1'242.7 | 1'253.5 | 1'266.0 | 1'278.6 |
| |                        |         |         |         |         |         |
| Die grössten Agglomerationen1) |                        |         |         |         |         |         |
| | Agglomeration Zürich   | 1'249.8 | 1'266.3 | 1'280.9 | 1'296.6 | 1'315.7 |
| | Agglomeration Genf     | 0'544.8 | 0'549.4 | 0'552.3 | 0'560.3 | 0'570.2 |
| | Agglomeration Basel    | 0'521.2 | 0'524.0 | 0'527.2 | 0'532.2 | 0'537.1 |
| | Agglomeration Bern     | 0'391.9 | 0'394.6 | 0'398.9 | 0'403.1 | 0'406.9 |
| | Agglomeration Lausanne | 0'379.2 | 0'385.7 | 0'389.6 | 0'397.5 | 0'402.9 |
| |                        |         |         |         |         |         |
| Die grössten Städte |                        |         |         |         |         |         |
| | Zürich                 | 0'372.9 | 0'377.0 | 0'380.8 | 0'384.8 | 0'391.4 |
| | Genf                   | 0'187.5 | 0'188.2 | 0'189.0 | 0'191.6 | 0'194.6 |
| | Basel                  | 0'163.2 | 0'164.5 | 0'165.6 | 0'167.4 | 0'168.6 |
| | Bern                   | 0'124.4 | 0'125.7 | 0'127.5 | 0'128.8 | 0'130.0 |
| | Lausanne               | 0'127.8 | 0'129.4 | 0'130.4 | 0'132.8 | 0'133.9 |
| |                        |         |         |         |         |         |
| 1) Gemäss BFS-Typologie Raum mit städtischem Charakter 2012 / Quelle: STATPOP                                                                           |                        |         |         |         |         |         |

Die größten Agglomerationen mit ausländischer Kernstadt, aber Einzug in der Schweiz (2000 / Quelle: Bundesamt für Statistik (BFS)):
| Rang | Stadtregion | Schweizer Anteil  | Einwohner (2000) |
| ---- | ----------- | ----------------- | ---------------- |
| 1.   | Como        | Chiasso/Mendrisio | 273'801          |
| 2.   | Dornbirn    | Heerbrugg         | 158'102          |
| 3.   | Konstanz    | Kreuzlingen       | 110'531          |

Die Metropolregionen – Fünferteilung nach BFS (2004 / Quelle: Bundesamt für Statistik (BFS)):
| Metropolregion              | Gebiete                                                                              | zugehörige Schweizer Agglomerationen (Städte) | Einwohner Mio. (2004) | Fläche (km²) |
| --------------------------- | ------------------------------------------------------------------------------------ | --- | --------------------- | ------------ |
| Zürich                      | Kanton Zürich und angrenzende Gebiete                                                | Zürich, Winterthur, Frauenfeld, Wetzikon-Pfäffikon, Rapperswil-Jona-Rüti, Lachen, Zug, Lenzburg, Wohlen, Baden-Brugg, Schaffhausen sowie die Einzelstadt Einsiedeln | 1.68                  | 2'104        |
| Genf-Lausanne               | Genferseeregion/Riviera, einige Teile der Region Auvergne-Rhône-Alpes (F)            | Genf (CH/F), Lausanne, Yverdon-les-Bains, Vevey-Montreux | 1.20                  | 1'014        |
| Basel                       | Nordwestschweiz (CH), Südosten des Départements Haut-Rhin (F), Landkreis Lörrach (D) | Basel, Delsberg | 0.80                  | –            |
| Bern                        | ein Teil des Espace Mittelland                                                       | Bern, Burgdorf, Thun, Biel/Bienne, Freiburg, Einzelstadt Lyss | 0.70                  | 0'938        |
| Tessin                      | Südtessin, Como (I)                                                                  | Locarno, Bellinzona, Lugano, Chiasso-Mendrisio | 0.53                  | 0'731        |
| Gesamt davon in der Schweiz | Gesamt davon in der Schweiz                                                          | Gesamt davon in der Schweiz | ca. 5 ca. 4.5         |              |

### Frankreich
In Frankreich werden die Agglomerationen als Unité urbaine bezeichnet. Diese sind von großer Bedeutung, da sie die wirkliche Größe der Städte besser darstellen, weil die Städte eigentlich nur Kernstädte sind.
| Rang | Agglomeration             | Einwohner  |
| ---- | ------------------------- | ---------- |
| 01.  | Paris                     | 10.733.971 |
| 02.  | Lyon                      | 01.651.853 |
| 03.  | Marseille–Aix-en-Provence | 01.587.537 |
| 04.  | Lille                     | 01.041.389 |
| 05.  | Toulouse                  | 01.019.460 |
| 06.  | Bordeaux                  | 00.969.897 |
| 07.  | Nizza                     | 00.944.321 |
| 08.  | Nantes                    | 00.642.425 |
| 09.  | Toulon                    | 00.572.952 |
| 10.  | Grenoble                  | 00.509.860 |

## Agglomerationen weltweit

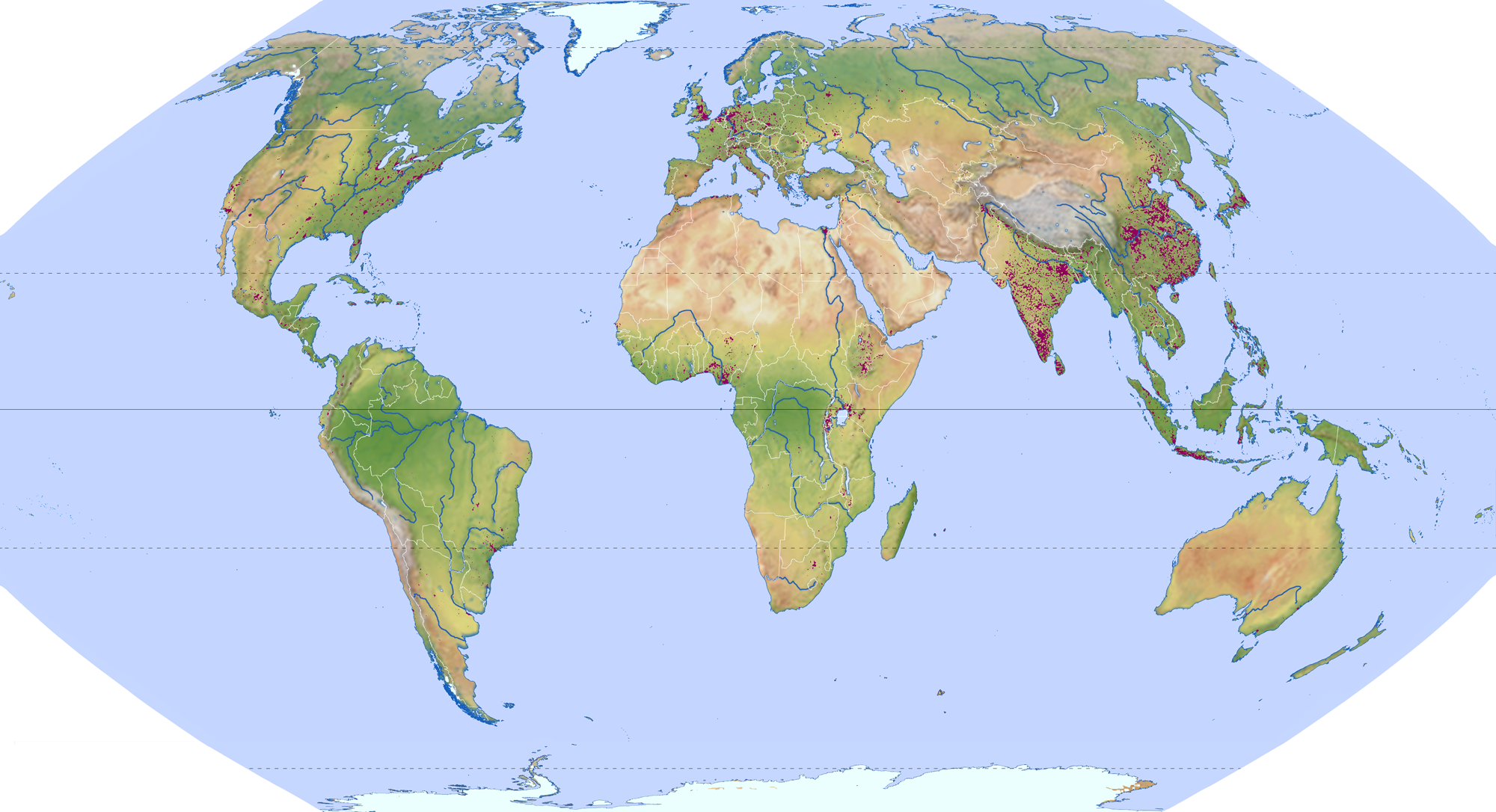
Die Verteilung der Agglomeration auf der Erde: Städtische Ballungsräume und ihr erweitertes Umland

Die größten Agglomerationen der Erde mit über zehn Millionen Einwohnern sind:
| Rang | Stadtregion    | Einwohner | beinhaltet                                                              | Land                   |
| ---- | -------------- | --------- | ----------------------------------------------------------------------- | ---------------------- |
| 01   | Guangzhou      | 45,6 Mio. | Dongguan, Foshan, Jiangmen, Shenzhen, Zhongshan                         | Volksrepublik China    |
| 02   | Tokio-Yokohama | 39,9 Mio. | Kawasaki, Saitama, Chiba, Maebashi, Sagamihara, Utsunomiya              | Japan                  |
| 03   | Jabodetabek    | 30,3 Mio. | Jakarta, Bogor, Depok, Tangerang, Tangerang Selatan, Bekasi             | Indonesien             |
| 04   | Shanghai       | 29,5 Mio. | Suzhou                                                                  | Volksrepublik China    |
| 05   | Delhi          | 28,5 Mio. | Faridabad, Ghaziabad, Gurugram                                          | Indien                 |
| 06   | Seoul          | 24,6 Mio. | Bucheon, Goyang, Incheon, Seongnam, Suwon                               | Südkorea               |
| 06   | Manila         | 24,6 Mio. | Caloocan, Quezon City                                                   | Philippinen            |
| 08   | Mumbai         | 24,2 Mio. | Bhiwandi, Kalyan, Thane, Ulhasnagar, Vasai-Virar                        | Indien                 |
| 09   | Mexiko-Stadt   | 22,6 Mio. | Nezahualcóyotl, Ecatepec, Naucalpan                                     | Mexiko                 |
| 10   | New York       | 22,2 Mio. | Bridgeport, Newark, New Haven                                           | Vereinigte Staaten     |
| 11   | São Paulo      | 22,1 Mio. | Guarulhos                                                               | Brasilien              |
| 12   | Peking         | 20,0 Mio. |                                                                         | Volksrepublik China    |
| 13   | Dhaka          | 18,8 Mio. |                                                                         | Bangladesch            |
| 14   | Bangkok        | 18,4 Mio. |                                                                         | Thailand               |
| 15   | Kairo          | 18,2 Mio. | Gizeh, Helwan, Schubra al-Chaima                                        | Ägypten                |
| 16   | Lagos          | 18,2 Mio. |                                                                         | Nigeria                |
| 17   | Los Angeles    | 17,7 Mio. | Riverside, Anaheim                                                      | Vereinigte Staaten     |
| 17   | Osaka          | 17,7 Mio. | Kōbe, Kyōto, Himeji, Sakai                                              | Japan                  |
| 19   | Moskau         | 17,0 Mio. |                                                                         | Russland               |
| 20   | Karatschi      | 16,9 Mio. |                                                                         | Pakistan               |
| 21   | Kolkata        | 16,4 Mio. | Haora                                                                   | Indien                 |
| 22   | Buenos Aires   | 16,1 Mio. | San Justo, La Plata                                                     | Argentinien            |
| 23   | Istanbul       | 14,8 Mio. |                                                                         | Türkei                 |
| 24   | Teheran        | 14,7 Mio. | Karadsch                                                                | Iran                   |
| 25   | London         | 14,6 Mio. |                                                                         | Vereinigtes Königreich |
| 26   | Johannesburg   | 13,4 Mio. | East Rand, Evaton, Pretoria, Soshanguve, Soweto, Vereeniging, West Rand | Südafrika              |
| 27   | Rio de Janeiro | 12,8 Mio. | Nova Iguaçu, São Gonçalo                                                | Brasilien              |
| 28   | Tianjin        | 12,7 Mio. |                                                                         | Volksrepublik China    |
| 29   | Lahore         | 12,2 Mio. |                                                                         | Pakistan               |
| 30   | Kinshasa       | 11,6 Mio. |                                                                         | DR Kongo               |
| 31   | Bengaluru      | 11,5 Mio. |                                                                         | Indien                 |
| 32   | Paris          | 11,3 Mio. |                                                                         | Frankreich             |
| 33   | Chennai        | 10,7 Mio. |                                                                         | Indien                 |
| 34   | Nagoya         | 10,5 Mio. |                                                                         | Japan                  |
| 35   | Lima           | 10,3 Mio. |                                                                         | Peru                   |

Quelle:
Bezugsdatum: 1. Januar 2018

## Abgrenzungsproblematik und Vergleichbarkeit
Die angegebenen Daten sind kaum zu vergleichen, da je nach Stadt unterschiedliche Definitionen angewandt wurden.
Für US-amerikanische Städte beispielsweise sind die Zahlen der erweiterten Metropolregionen, den Combined Statistical Areas ausgewiesen, während für die Agglomerationen tatsächlich aber die als Urban Areas bezeichneten Gebiete heranzuziehen wären, deren Einwohnerzahlen erheblich niedriger liegen (im Fall von Los Angeles beispielsweise 12 statt 18 Millionen).
Eine weitere Problematik besteht in der nationalen Abgrenzung von Agglomerationen. So wird in der obenstehenden Liste etwa der Verdichtungsraum Aachen nur anhand der deutschen Seite des städtischen Raums beschrieben, obwohl auch Städte wie Heerlen oder Kerkrade in den Niederlanden diesem Raum zuzurechnen sind.